# Moc pozorna
Moc pozorna (S, VA) – wielkość fizyczna określana dla obwodów prądu przemiennego. Wyraża się ją jako iloczyn wartości skutecznych napięcia i natężenia prądu:
{\displaystyle S=UI}
gdzie:
{\displaystyle U,I} – wartości skuteczne napięcia i natężenia prądu.

## Związki z innymi wielkościami elektrycznymi
Dla napięcia sinusoidalnego:
{\displaystyle S=UI={\frac {1}{2}}U_{m}I_{m}}
Moc pozorna jest związana z mocą czynną i bierną prądu elektrycznego pobieranego przez odbiornik ze źródła:
{\displaystyle S={\sqrt {P^{2}+Q^{2}}}}
Związek z impedancją:
{\displaystyle S=ZI^{2}}
Związek z admitancją:
{\displaystyle S=YU^{2}}
Gdzie:
{\displaystyle U_{m},I_{m}} – wartości szczytowe napięcia i natężenia prądu sinusoidalnie zmiennego,
{\displaystyle Z} – moduł impedancji,
{\displaystyle Y} – moduł admitancji,
{\displaystyle P} – moc czynna,
{\displaystyle Q} – moc bierna,

## Jako moc znamionowa
Moc pozorna podawana jest jako moc znamionowa generatorów, transformatorów i innych urządzeń wytwarzających i przetwarzających energię elektryczną prądu przemiennego.

## Jednostka
W elektroenergetyce najczęściej operuje się jednostką MVA (megawoltamper) równą 106 VA.